# Synagoge (Czeladź)
Koordinaten: 50° 19′ 1,9″ N, 19° 4′ 22,8″ O

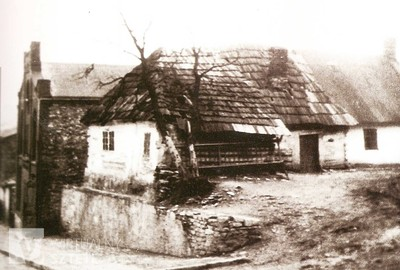
Synagoge in Czeladź (links außen)

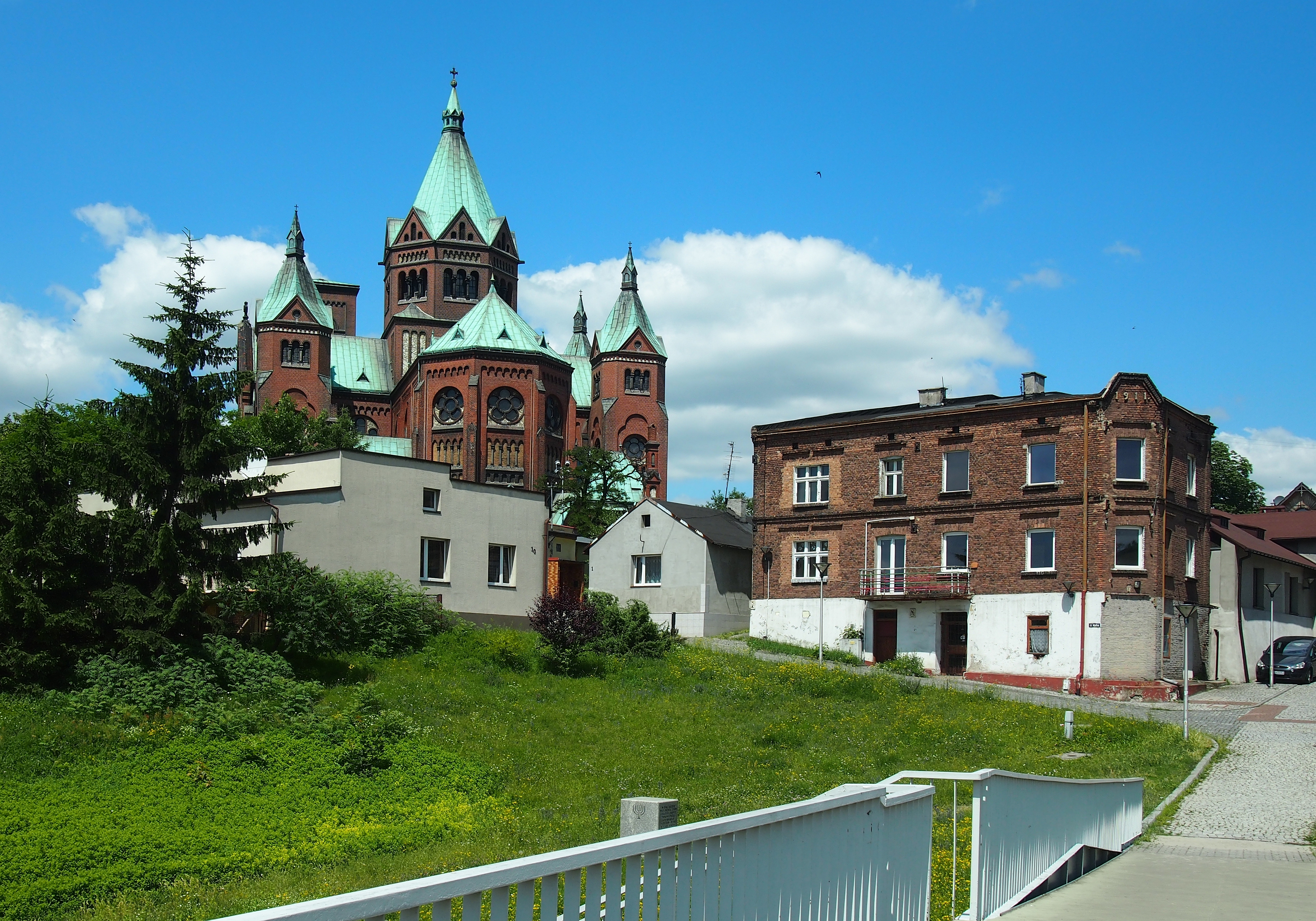
Synagogengrundstück, im Vordergrund der Gedenkstein

Die Synagoge in Czeladź, einer Stadt in der Woiwodschaft Schlesien in Polen, wurde in den 1920er Jahren errichtet. Die Synagoge befand sich in der Katowicka-Straße. Sie wurde von den deutschen Besatzern zerstört. 
Im Jahr 1996 wurde ein Gedenkstein zur Erinnerung an die Synagoge am Synagogengrundstück aufgestellt.